# 白录堂
白录堂（1942年12月—2005年2月9日），男，汉族，陕西延安人，中华人民共和国政治人物，曾任河北省人大常委会副主任，第七届全国人大代表。